# 레지오 마리애

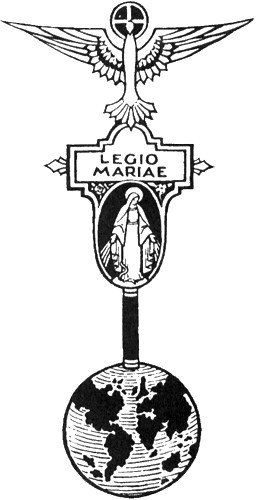

레지오 마리애(라틴어: Legio Mariae) 또는 통칭 레지오는 가톨릭교회의 평신도 신앙 공동체이며, 성모신심과 깊은 관련이 있는 단체로, ‘Legio Mariae(이하 레지오)’는 단순히 해석해서 보면 ‘마리아의 군단’이라는 해석이 가능하다.
레지오는 교본에 의하면, “원죄 없이 잉태되신 성모님의 강력한 지휘 아래, 세속과 그 악의 세력에 맞서는 교회의 싸움에 참가하기 위하여 설립된 군대이다. (중략) 단원들은 충성과 덕행과 용기로써 위대한 하늘의 여왕이신 성모님께 자신을 맡기고 싶어한다. 바로 이 점이 레지오 마리애가 군대 형태로 조직된 이유이다. 이 군대의 현태는 본디 로마 군단을 본뜬 것이며, 명칭도 거기서 따 왔다.”고 한다.
레지오는 단원들의 성화를 통해 하느님의 영광을 드러내는 것이 목적으로, 교회의 지도에 따른다. 꼰칠리움의 승인과 공인 교본이 명시하는 규정 범위 내에서, 해당 교구의 교구장과 본당 주임 사제의 지도에 따라, 알맞고 교회 복지에 유익하다고 판단되는 모든 형태의 사회봉사와 가톨릭 활동을 전개한다.
겸손과 순명, 온유함과 기도, 고행과 인내심, 용기와 희생 등으로 바치는 하느님께 대한 사랑을 갖추고자 갈망하며 마리아의 믿음의 덕을 따르고자 갈망한다.

## 역사
1917년, ‘빈첸시오 아 바오로회(이하 빈첸시오)’ 지부장이 된 프랭크 더프(Frank Duff, 1889년 6월 7일~1980년 11월 7일)는 극빈자와 환자들을 위해 많은 활동을 했는데, 빈첸시오회 모임에서 매트 머레이(Matt Murray)가 구호 병원의 부인 병동 방문에 대한 활동 보고를 하였고, 모임 이후 몇몇 여성들이 부인 병동 방문은 여성 회원들이 담당할 것을 제안하여 만장일치로 통과하였다. 이에 여성회원들만을 모집하여 9월에 모이기로 했다.
레지오의 시초는 빈첸시오 몇몇 회원들이 모여 기도와 영적 독서를 하고 활동 중에 일어나는 여러 어려운 점을 해결하고 환자들을 더욱 잘 위로하는 방법을 모색하기 위한 모임에서 비롯되었다. 레지오는 빈첸시오의 영향을 받아 설립되었지만, 물질적인 도움을 주는 활동을 금하고있다는 점에서 차이가 있다.
첫 쁘레시디움 주회는 1921년 9월 7일, 더블린의 빈첸시오 회관인 마이러하우스에서 이뤄졌다. 마이클 토허 신부와 프랭크 더프를 비롯한 15명의 여성이 모여 ‘자비로운 성모’라는 이름으로 모임을 한 것이 시초가 된다. 이에 한동안 ‘자비로운 성모회’로 불리기도 하였다. 처음에는 병원의 환자 방문으로 시작되었지만, 윤락여성들을 돕기 위한 활동도 전개되었고, 이 외에도 다양한 사도직 활동을 펼치게 되었다. 초대 단장으로는 최연장자로서 관리기관 월례회장인 엘리사벳 커완이 선출되었다.
1921년에 쁘레시디움 4개가 창단되었고, 5년 동안에 9개로 확장되었다. 이에 1925년 11월, 간부 회의에서 충성·용맹·규율·인내 그리고 성공 등의 상징으로 불리는 로마 군대 조직의 명칭을 도입하여 현재의 레지오 조직 명칭을 도입하여 명명하게 되었다. 벡실리움 제작은 로마 군단의 패를 모델로, 레지오 정신에 일치하게 제작하였다.
1927년에는 아일랜드의 다른 교구로, 1928년에는 스코틀랜드, 오스트리아, 캐나다 등으로 전해졌으며, 1929년에는 첫 남성 쁘레시디움이 창단되었다. 1932년 세계 성체대회가 더블린에서 열리며, 이를 계기로 전 세계에 알려지며 레지오 보급의 발판을 마련하게 되었다.
전 세계에 레지오가 보급된 교구 숫자는 다음과 같다. “1947년도에 5백50교구; 1956년도에 9백50교구; 1963년도에 1천3백 교구; 1981년도에는 약 2천여 개 교구에 10만여 개의 쁘레시디움이 있었다. 1970년에 이미 1백20여 개 국에 레지오가 도입되었고, 1979년 8월 말엔 철의 장막을 비롯한 여러 공산 국가들을 제외하고는 전 세계 거의 모든 나라에 보급되었다.”
창설 50주년까지는 성장기라고 할 수 있지만, 이후에는 발전이 점차 둔화하고 쇠퇴하기 시작했다. 레지오 창설 때만 해도 평신도 사도직 단체와 새로운 신심 운동이 얼마 없었지만, 1940년대부터는 새로운 신심 운동들, 예를 들자면 “꾸르실료(Cursillo) · 포콜라레(Focolare, 국제 마리아 사업회) · 네오 카테쿠메나토(Neo Catecumenato) · MBW · ME · 성령쇄신운동 등”이 생겨났기 때문이다. 현재 전 세계적으로는 한국과 필리핀을 제외하고는 레지오의 규모가 축소되었다.

## 한국의 레지오 마리애

### 역사
한국 레지오 마리애는 1953년 5월 31일에 목포 산정동 본당에서 창단되었다. 그 당시 치명자의 모후(남성 쁘레시디움), 평화의 모후(여성 쁘레시디움), 죄인의 의탁(혼성 쁘레시디움)으로 3개가 설립되었다. 당시 광주교구장 헨리 주교는 한국전쟁으로 인해 나라가 황폐화되어 실의에 빠져있는 국민에게 성모 신심과 덕행을 정신적 지주로 삼게 하는 데에 그 목적을 두었다.
한국의 레지오 마리애는 급속도로 성장하여 첫 쁘레시디움 창단 3년 만에 (창단순) 광주, 청주, 춘천, 원주, 전주, 서울, 제주 교구로 쁘레시디움이 확장되었다. 이처럼 한국의 레지오 마리애는 전국의 여러 지방으로 퍼져나갔고, 1955년 10월 12일에 ‘목포 매괴의 모후 꾸리아’가 쁘레시디움 관리체계를 갖추기 위하여 최초로 설립되었다. 이에 따라서 각 지방에서도 광범위한 조직을 관리하기 위하여 꾸리아가 지역단위로 설립되었다. 한국 레지오 마리애의 조직이 확장됨에 따라 이를 관장할 꼬미씨움이 광주, 부산, 춘천, 청주 교구에 승격 설치 되었다. 이 중에서 한국 레지오 마리애의 대표권을 갖고 있는 ‘광주 중재자이신 마리아’ 꼬미씨움이 1958년 7월 13일 국가 최상급 평의회인 세나뚜스로 승격되었다.
한국의 레지오 마리애는 실태조사 보고서에 따르면 2005년 기준, 3개의 세나뚜스와 200개의 꼬미씨움, 2천개의 꾸리아, 약 3만여 개의 쁘레시디움과 27만여 명의 행동 단원을 가진 한국 최대 규모의 신심 단체가 되었다.

### 활동
한국 레지오 마리애의 초창기 활동은 쁘레시디움을 중심으로 한 복음화 및 재복음화였다. 이는 직접적인 방문으로 이루어졌다. 외교인에 대한 입교 권유, 냉담자나 신자 재교육을 위한 활동과 신자 가정을 방문하여 제반 사항을 조사하는 일, 상가 방문을 크게 예로 들 수 있다.
1963년 이전 까지는 위에서 언급한 활동이 주를 이루었고, 레지오에 대한 홍보는 가톨릭 시보와 경향 잡지에 의존하였다. ‘중재자이신 마리아’ 세나뚜스는 한국 레지오 마리애 창단 10주년을 맞이하여 《레지오 마리애》라는 기관지를 발간하였다. 《레지오 마리애》는 레지오 마리애에 관한 외국의 소식과 함께 국내의 소식을 전달하는 역할을 하였다. 하지만 이듬해 《한국 세나뚜스 월보》라는 이름으로 변경되어 발행되었다. 이는 당시 통신 수단이 빈약했던 시대에 사람들에게 정보를 제공하는 중요한 수단으로 큰 효과를 발휘하였다. 《한국 세나뚜스 월보》는 1988년 6월호를 끝으로 다시 《레지오 마리애》라는 이름으로 지금까지 발간되고 있다.
1979년에는 서울, 광주 세나뚜스와 부산 레지아가 연합하여 한국 천주교회 선교 200주년을 맞이하는 1984년에 200만 신자화를 달성하기 위한 민족 복음화 활동안을 발의하였고, 1985년에는 300만 신자화를 위한 민족 복음화 운동을 발의하여 신자 가정 방문과 외교인에 대한 입교 권유와 묵주기도 3억단을 바치며 미사전례의 능동적 참여를 계획하였다.

### 문제점
한국 레지오 마리애의 가장 큰 문제점은 현대 사회에 만연한 물질 만능주의와, 개인주의, 이기주의로 단원들로 하여금 편리에만 안주하는 자세를 보인다는 것이다. 이는 단원들의 근본정신을 이완시킨다. 따라서 선교에 대한 필요성에 의문을 갖게 되고 활동 또한 기피하게 되는 것이다. 이러한 영향으로 형식적이고 소극적인 활동만 남게 되는 것이다.
또한 다음의 문제로는 친교 중심의 모임으로 변질 됨을 언급할 수 있다. 단원들끼리의 원활한 활동과 깊은 유대, 결속을 위하여 친목을 중요하게 생각한다. 친목은 같이 기도를 하고 선교와 사도직 활동을 통해서 이루어 나갈 수 있지만 흔히 말하는 ‘2차 주회’라는 이름의 술자리가 메인이 되어버렸다. 심한 경우에는 이 ‘2차 주회’를 위하여 쁘레시디움에에 가입하여 활동을 하는 경우도 빈번하게 일어난다.
다음으로는 사목자와의 관계이다. 본당에서 레지오 마리애의 조직이 비대해지면 입지가 강해져 레지오의 성향과 다른 본당 사목 방침과 갈등이 생기는 경우가 있다. 또한 사목자의 잘못된 이해와 무관심으로 인한 갈등이 생기는 경우도 존재한다.

### 쇄신과 활성화 방안
한국 레지오 마리애는 현대사회의 풍토에 대응하여 초심으로 돌아가야 한다. 창설자인 프랭크 더프는 봉헌생활을 통해서 하느님을 온전히 섬기는 것, 예수 그리스도의 모범을 본받아 겸손을 실천하고자 하는 레지오 신심을 강조하였다. 다시금 처음으로 돌아가서 레지오 마리애의 초창기 신심의 강조점을 다시 깨달아야 할 것이다. 이를 통하여 물질 만능주의와 개인주의, 이기주의의 풍토에서 벗어나고 공과 사를 구분하여 친목이 중심이 아닌, 선교와 기도를 중심으로 두어야 할 것이다.
그리고 레지오 마리애가 성모마리아의 최고의 덕목인 겸손과 순명의 정신으로 교회 활성화를 위한 역할을 해야 함을 다시금 깨달아야 한다. 본당 신부 혼자서 한 본당의 레지오 조직 전체를 완벽하게 관할하는 것은 불가능 하다. 이에 따라 꾸리아 간부 월례회의나 쁘레시디움 단장 월례회의를 갖는 방법이 좋다. 이를 통하여 쁘레시디움 단원들을 지도하는 간부들과 신부가 만나 본당 레지오의 실태를 파악하고, 레지오는 본당의 사목 방침에 대하여 파악을 함으로써 원활한 의사소통이 이루어져야 한다.
마지막으로 레지오 마리애의 미래를 위하여 청소년, 청년 레지오를 활성화해야 한다. 현재의 교본은 성인 단원들을 위하여 만들어졌기 때문에 청소년, 청년들의 성향을 맞추고 이해를 돕기 위하여 특별히 관심을 가져야 한다. 청소년들과 청년들은 교회의 미래를 짊어질 열쇠이기 때문에 이들이 레지오 마리애 안에서 기도와 활동을 통하여 그리스도교 신자로서의 자질을 갖추고 공동체 의식을 함양하여 앞으로 교회를 이끌어나갈 기둥이 되어야 한다. 레지오 마리애는 기성세대에서만 머무는 것이 아니기에 한국 레지오 마리애는 레지오 마리애 자체와 한국 천주교의 미래를 위하여 청소년, 청년들에게 관심을 가져야할 책임이 있음을 깨달아야 한다.

## 영성
레지오 마리애의 영성에서 핵심은 레지오 단원이 그리스도의 신비체로서 ‘거룩해지는 것(성화聖化)’에 있다. 성모 마리아를 이 성화의 롤모델로 삼으며, 성모 마리아는 모든 은총의 중재자로서 레지오 단원들에게 성화의 은혜를 전달해준다.

### 사도직으로서의 기본정신
레지오 단원들은 개인의 성화를 위해 마리아의 정신을 따른다. 이 정신에는 10가지 덕목이 있다. 그것은 겸손, 순명, 온유, 기도, 고행, 순결, 인내심, 지혜, 사랑, 믿음이다. 또한 레지오 마리애는 ‘사도적 정신’을 강조하는데, 성모 마리아가 예수께 행한 봉사와 도움의 정신을 일컫는다. 이에 따라 마리아를 참된 여성 사도라고 말한다. 여기까지 알 수 있듯이 레지오 마리애 영성은 성모 마리아의 모범을 통해 하느님의 은총을 체득하고 일치한다는 것이 기본 골격이다.

### 레지오 마리애 성모신심
레지오 마리애 교본은 단원들의 성모신심이 하느님께 대한 믿음 다음으로 중요하며, 레지오의 본질적 요소라고 말한다. 레지오 마리애의 성모신심은 그 설립자인 프랭크 더프가 직접 그의 저서에서 말한 대로 몽포르의 성 루도비코 영성으로부터 직접적으로 기인한다.
성 루도비코의 성모신심은 그의 대표 저서인 『참된 신심』과 『마리아의 비밀』에 잘 드러난다. 여기서의 올바른 성모신심은 성모님께 자신을 ‘완전히 봉헌’하는 것으로, 이것을 완전한 신심이라고 부른다. 이 완전한 신심은 곧 궁극적으로 그리스도께 나아가기 위함이다. 레지오 단원의 활동은 완전한 신심을 바탕으로 마리아의 겸손을 배우고 그분을 위해 봉사하며 신심을 실천한다.
성 루도비코의 성모신심은 중세시대의 대중성모신심과 18세기 계몽주의시대의 신심을 잘 반영한다. 중세시대 대중신심은 두려움의 대상인 하느님과 비교되어 인자하고 너그러운 이미지의 성모님께 의지하려는 경향이 있었고, 성모님께 대한 마음을 표현할 때 화려한 수식어가 붙기 시작했다. 18세기는 루도비코가 살던 시대로 종교개혁에 대한 반발로 성모신심이 강조되었다. 이런 요소들이 레지오 마리애의 성모신심 관련 용어에 직접적인 영향을 주었다.

### 레지오 마리애 영성에 대한 비판
몽포르의 성 루도비코의 성모신심은 많은 대중의 지지도 받았지만 여러 신학자들 사이에서 비판받았다. 예를 들어 성 루도비코 및 레지오 마리애는 하느님 은총의 절대적 중재자로서의 마리아의 역할을 강조하는데, 이 문구는 오해의 소지가 있다. 교회 교도권은 성모 마리아를 교회의 가장 훌륭한 전형이자 모범이라 말함과 동시에 그리스도의 구원을 받아야할 명백한 피조물이라고 말한다. 레지오 마리애가 직접적으로 영향 받은 몽포르의 성 루도비코의 신심은 다소 지나치다는 평가가 따른다.
특히 한국에서도 주교회의 신앙교리위원회가 레지오 마리애 한국 3대 세나뚜스에 선서문에 대한 개정을 요청하였다. 문제를 제기한 내용은 그리스도께서 성모 마리아를 통하지 않고서는 역사하지 않으시고, 성모 마리아 없이는 알아 뵈올 수 없고, 사랑할 수 없다는 문구이다. 신앙교리위원회는 이 문구가 성령을 통해 이루어지는 하느님의 구원 역사와 중개를 지나치게 성모 마리아의 역할 안에서 제한적으로 보는 시선이라고 보았다. 가톨릭은 유럽의 대중이 중세의 여러 질병과 전쟁 등의 상황을 겪으면서 심판하시는 하느님보다 인자하고 너그러운 이미지의 성모 마리아에게 기대려는 경향이 반영되었다고 보기도 한다.

### 영성 결론
레지오 마리애의 성모신심은 주로 중세시대 심판자로서의 성부(하느님), 성자(그리스도)보다 인자로운 성모 마리아에게 의지하려던 모습과 18세기의 경향 속에서 피어난 성 루도비코의 마리아 신심이 레지오 마리애에 직접적으로 반영되었다. 그런데 이 신심은 오해의 여지가 다분해 비판을 받아왔다. 그러므로 레지오 마리애는 교회 교도권보다는 일반 그리스도교 신자들 사이에 널리 퍼진 마리아 신심을 더 잘 반영하였다고 볼 수 있다.
레지오 마리애 교본은 명확하게 성모신심의 궁극적 목적은 그리스도와의 일치라고 밝히고 있다. 또한 레지오가 세계 곳곳에서 교회를 위해 헌신하고 있고 매우 큰 역할을 차지하는 것은 명백하다. 그러나 그만큼 레지오 마리애가 영향력이 매우 큰 단체이기 때문에, 그것을 대표하는 레지오 마리애 교본의 일부 표현은 충분히 비판받을 만 하다.

## 조직

### 구조
레지오는 고대 로마 군대의 편제를 따라 피라미드식 조직을 이루고 있다. 기본 단위체를 “쁘레시디움”이라고 부르고, 관리기관인 평의회로 “꾸리아”, “꼬미씨움”, “레지아”, “세나뚜스”가 있다. 그리고 세계 중앙 평의회로 “꼰칠리움 레지오니스 마리애”가 있다. 모든 관리기관은 쁘레시디움처럼 상급 평의회에 소속되거나 꼰칠리움에 직속된다. 교본에 따르면 꼰칠리움을 제외한 모든 레지오 마리애의 단위체는 관할 상급 평의회 또는 꼰칠리움의 정식 허가와 본당 신부 또는 교구장의 승인을 받아야만 설립될 수 있다.
- 쁘레시디움 → 꾸리아 → 꼬미씨움 → 레지아 → 세나뚜스 → 꼰칠리움

#### 꼰칠리움 레지오니스 마리애(Concilium Legionis Mariae)
- 세계 회의라는 뜻으로서 레지오의 최고 관리권을 가진 최상급 중앙 평의회.

- 항상 교회 권위를 따르며 모든 레지오 규칙의 제정, 변경 또는 해석하는 권리, 지역에서 쁘레시디움 및 하급 평의회를 창설하거나 해산하는 권리 등을 지님.

- 모든 하위 기관들 안에서 일어나는 분쟁과 제소를 심판하며 단원의 자격 문제 및 사업 또는 그 수행 방법의 적합성 등을 결정하는 권한을 지님.

- 꼰칠리움은 전 세계 1개만 존재하며, 레지오 마리애 발상지 아일랜드 더블린에 있음.

#### 세나뚜스(Senatus)
- 고대 로마제국의 원로원을 뜻하는 용어로서 보통 한 국가 안에 소속되어 있는 레지오 단체를 관할하는 기관, 즉 국가의 평의회.

- 규모가 크거나 특별한 사유가 있다면 한 국가에 다수의 세나뚜스가 설립될 수도 있음.

- 한국에는 총 3개의 세나뚜스가 존재.

#### 레지아(Regia)
- 고대 로마 황제의 관저 또는 집무실을 의미

- 레지오 마리애 규모의 확장에 따라 효율적인 운영을 위해 새로 창설된 평의회.

- 꼬미씨움으로 관할하기에는 너무 크고, 세나뚜스를 설립하기에는 너무 작은 지역을 관장하기 위해 설립되는 지역 평의회.

- 한국에는 총 15개의 레지아가 있다.

#### 꼬미씨움(Comicium)
- 고대 로마의 시민회의를 지칭하는 용어.

- 여러 꾸리아를 관리하는 상급 꾸리아로 기존 꾸리아보다 한 단계 높은 평의회.

- 꼬미씨움은 보통 한 교구 이상의 지역을 관할할 수 없음.

- 한국에는 총 244개의 꼬미씨움이 존재.

#### 꾸리아(Curia)
- 고대 로마의 지방 의회를 의미.

- 일정 지역에 설립된 둘 이상의 쁘레시디움을 관리하는 기관으로 쁘레시디움의 상부조직.

- 레지오의 중심이 되는 평의회로 여러 조직의 일치를 위한 중추 역할을 수행 함.

- 한국에는 총 2,418개의 꾸리아가 존재.

#### 쁘레시디움(Praesidium)
- 로마 군대에서 특별한 임무를 수행하는 파견대를 의미.

- 레지오 마리애 조직의 기본 단위.

- 쁘레시디움은 영적 지도자와 단장, 부단장, 서기, 회계, 단원으로 구성된다.

- 한국에는 총 28,794개의 쁘레시디움이 존재.

### 한국 레지오의 세나뚜스

#### 광주 중재자의 마리아 세나뚜스

##### 연혁
| 연도            | 내용                                                          |
| --------------- | ------------------------------------------------------------- |
| 1953년 5월 31일 | “치명자의 모후”, “평화의 모후”, “죄인의 의탁” 쁘레시디움 설립 |
| 1955년 10월 9일 | “매괴의 모후” 꾸리아 설립                                     |
| 1956년 8월 7일  | “중재자이신 마리아” 꾸리아 설립                               |
| 1956년 12월 6일 | “중재자이신 마리아” 꼬미씨움 승격                             |
| 1958년 7월 13일 | “중재자이신 마리아” 세나뚜스 승격                             |

##### 규모
- 레지아 4개, 꼬미씨움 81개, 꾸리아 630개, 쁘레시디움 8,249개.

- 행동단원 67,545명, 쁘레또리움단원 2,244명, 협조단원 45,565명, 아듀또리움단원 576명

- 총 115,930명.[24]

#### 서울 무염시태 세나뚜스

##### 연혁
| 연도             | 내용                                                |
| ---------------- | --------------------------------------------------- |
| 1955년 8월 19일  | 흑석동(구 명수대)본당 “평화의 모후” 쁘레시디움 설립 |
| 1957년 1월 29일  | 혜화동 본당 “상지의 좌” 꾸리아 설립                 |
| 1960년 3월 30일  | 명동 “무염시태” 꼬미씨움 승격                       |
| 1974년 9월 25일  | 명동 “무염시태” 레지아 승격                         |
| 1978년 12월 23일 | 서울대교구 “무염시태” 세나뚜스 승격                 |

##### 규모
- 레지아 10개, 꼬미씨움 128개, 꾸리아 1,464개, 쁘레시디움 16,470개.
- 행동단원 135,524명, 쁘레또리움단원 13,653명, 협조단원 188,475명, 아듀또리움단원 8,858명.
- 총 344,651명.[25]

#### 대구 의덕의 거울 세나뚜스

##### 연혁
| 연도             | 내용                                                    |
| ---------------- | ------------------------------------------------------- |
| 1957년 1월 13일  | 왜관 “종도의 모후” 쁘레시디움 설립                      |
| 1957년 2월 3일   | 대구 계산 성당 “다윗의 탑(다윗의 적루)” 쁘레시디움 설립 |
| 1958년 1월 22일  | 계산 성당에 “의덕의 거울” 꾸리아가 설립                 |
| 1959년 1월 22일  | “의덕의 거울” 꼬미씨움 승격                             |
| 1986년 5월 1일   | “의덕의 거울” 레지아 승격                               |
| 2003년 12월 21일 | “의덕의 거울” 세나뚜스 승격                             |

##### 규모
- 레지아 1개, 꼬미씨움 35개, 꾸리아 324개, 쁘레시디움 4,075개.
- 행동단원 33,322명, 쁘레또리움단원 587명, 협조단원 14,881명, 아듀또리움단원 164명
- 총 48,954명[26]

## 회합

### 의미 및 역할
- 쁘레시디움의 주회합은 레지오의 심장이며 레지오를 밝히는 전력과 동력을 생산하는 발전소이고 레지오가 필요로 하는 모든 것들을 제공해주는 보화의 곳간.

- 하느님께서는 약속하신대로 단원들과 더불어 앉아 계시는 위대한 공동체의 수련 도장이기에 주회합을 통해 단원들의 활동에 필요한 독특한 은총을 베풀어 주심.
- 주회합은 으뜸가는 의무이며 가장 신성한 의무.
- 주회합의 참석의무는 무엇으로도 대신 채울 수가 없음.

### 순서
① 주회합의 시작
단장은 “지금부터 ○○○ 쁘레시디움 제 ○○○차 주회합을 시작하겠습니다.” 라고 선언한다.
② 시작기도와 묵주기도
레지오 마리애의 기도문의 시작기도와 묵주기도 5단을 바친다.
③ 영적독서
단장은 “오늘의 영적독서는 OOO페이지 O줄부터 OOO페이지 O줄까지입니다.” 라고 말하여 영적독서를 읽는다. 쁘레시디움 설립 초기에는 교본으로 영적독서를 할 것을 권하며 독서가 끝나면 단원들은 함께 성호를 긋는다.
④ 앞선 주회합의 회의록 낭독
회의록 낭독 후 단장은 수정여부를 단원들에게 확인한다.
⑤ 상훈낭독
매월 첫 주 회합 때, 단장이 앉아서 낭독함. 상훈 낭독 후에는 성호를 긋지 않는다.
⑥ 새 단원 가입
입단을 권유하는 단원이나 단장은 새 단원 영입에 신중을 기해 생각해야 한다.
⑦ 출석호명
출석은 부단장이 부르되, 무고 결석자는 방문을 실시한다. 호명이 끝난 다음 “총원 O명, 간부O명, 단원O명이 출석하였습니다.”라고 출석내용을 보고한다.
⑧ 간부이동
새롭게 임명된 간부의 명단과 임명일자를 보고하고 출석부와 회의록에 기록한다.
⑨ 통신교환
단장은 상급 평의회의 공지사항, 서신 등의 모든 내용을 상세히 전달하며 문서는 수·발신으로 구분한다.
⑩ 회계보고
회계는 주회합 때마다 전차 이월금, 수입·지출 내역과 잔액의 내용을 전 단원에게 명확히 보고해야 한다. 쁘레시디움 단원은 누구나 회계의 내역을 알 권리가 있다.
⑪ 활동보고
활동 보고는 기도와 마찬가지로 회합의 중요한 요소이다. 그러므로 활동 보고를 통해서 각 단원이 어떠한 활동을 했는가가 분명하게 나타나야한다. 단원들은 단장으로부터 배당받은 활동에 대한 보고를 전 단원 이 잘 알아들을 수 있도록 또렷한 음성으로 앉아서 보고한다. 보고하기 전에 “성명, 세례명, 보고하겠습니다.”라고 한다. 단원은 한 주간에 최소한 2시간을 실제로 활동에 바쳐야 한다.
⑫ 까떼나
까떼나는 라틴어로서 ‘고리’를 의미하며, 후렴을 제외한 까떼나의 본 기도는 하느님을 찬미하는 마리아의 노래로 되어 있다. 이 까떼나를 바침으로써 단원들은 하나의 고리로서 서로 연결되며, 초자연적인 영신 질서 안에서 단원은 성모님과 하나로 결합하게 되는 것이다.
- 까떼나는 전 단원이 일어서서 바친다.
- 까떼나가 끝난 후에는 바로 훈화로 이어지기 때문에 성호를 긋지 않는다.
- 개인적으로 까떼나만 바칠 때는 시작과 끝에 성호를 긋는다.

⑬ 선서
입단한 지 3개월이 되고 레지오에서 계속 봉사하기를 원하는 단원이라면, 성령께 선서를 바쳐야 한다.
⑭ 훈화
훈화는 영적 지도자나 그 대리자가 담당하며, 불참 시에는 단장이 하거나 단장이 지명하는 단원이 할 수도 있다.
⑮ 비밀헌금
비밀 헌금 주머니를 돌릴 때에는 회의 진행에 지장이 없도록 탁자 밑으로 돌린다.
⑯ 활동보고계속
쁘레시디움의 단원 수가 많아서 전반부에 모든 단원이 보고를 마치지 못했거나 누락된 보고가 있을 경우 추가로 보고를 받는다.
⑰ 활동배당
단장은 단장 계획서에 의거, 모든 단원들에게 다음 주간에 해야 할 활동을 반드시 배당해야 한다.
⑱ 교본공부
모든 단원은 교본을 철저히 공부해야 할 의무가 있다. 교본을 공부하지 않고서는 레지오 활동을 올바르게 수행할 수 없다.
⑲ 협조단원 돌봄과 새 협조단원 모집
협조단원을 모집하고 돌보는 일은 레지오 단원의 의무로 사제나 수도자 혹은 평신도 모두가 레지오의 협조단원이 될 수 있다.
⑳ 기타사항
레지오의 발전을 위한 건설적인 의견이나 질문, 토의 등이 이루어질 수 있다.
㉑ 마침기도와 강복
마침기도는 모두 일어서서 바치며 “티 없이 깨끗하신 마리아, 모든 은총의 중재자시여”라는 호칭기도를 쁘레시디움 이름으로 바꾸어 바친다. 영적 지도자가 참석했을 경우에는 영적 지도자를 향해 서서 강복을 받고 불참 시에는 다 함께 성호경을 바치는 것으로 끝을 맺는다. 마침기도가 끝나면 촛불을 끈 후 단가를 부를 수 있다

## 주요 기도문
- 레지오의 기본 기도문인 뗏세라(Tessera)는 레지오 마리애의 기도문과 레지오를 상징하는 성화가 인쇄된 유인물을 의미 함.

전세계 모든 레지오 마리애가 동일한 뗏세라를 쓰고, 레지오 단원은 이 기도문을 지니고 다니고 매일 마쳐야하는 의무를 가진다. 레지오의 기도인 뗏세라는 총 세 부분, 시작기도 > 까떼나 > 마침기도로 이루어진다.
시작기도로는 짧은 성령 송가(Veni Sancte Spiritus)와 묵주기도 5단 그리고 마리아를 공경하는 찬송가인 성모찬송기도(Salve regina)를 바친다.
두 번째 부분인 까떼나는 본래 사슬, 고리의 의미를 지니고 있으며 이는 기도를 통한 레지오 단원간의 친교와 일치의 의미로 확장된 의미를 갖는다. 까떼나에는 특히 기도문의 핵심부분인 마니피캇이 포함되어 있으며 이 기도는 ‘구세주 하느님께 대한 찬양’, ‘하느님 업적의 회상’, ‘하느님 계획의 실현에 대한 찬미’의 내용을 지닌다.
마침기도로는 일을 마치고 바치는 기도(Sub tuum praesidium)과 성인호칭기도(Litaniae Sanctorum), 그리고 성령께 믿음을 간구하는 기도, 세상을 떠난 이들을 위한 기도, 사제의 강복이 이어진다.

### 까떼나
- 까떼나(Catena Legionis)는 레지오 마리애 기도문(뗏세라)의 둘째 부분으로, 주회(週會) 중간에 바치는 기도문

원래 까떼나는 사슬, 고리 등을 의미한다. 모든 레지오 마리애의 행동 단원과 협조 단원들은 까떼나 기도를 하루에 한번 이상 매일 의무적으로 바치게 되어 있다. 이는 레지오 단원과 성모님과의 연결 고리가 되는 일상 기도이기 때문이다.
이 기도문의 구성은 후렴, 성모님의 찬가(마니피캇), 화살 기도(“원죄 없이 잉태되신…”)와 은총의 중개자 성모님을 통해 모든 은혜를 받게 해 달라는 기도로 되어 있다.

## 선서문
수련 기간을 마친 단원은 선서문을 읽는 입단식을 가짐으로서 정규 단원이 된다. 이 선서문은 성령신심과 성모신심이 결합된 기도문으로 그 내용은 크게 다섯 부분으로 나뉜다. 여기엔 성령송가, 재능·성덕·은총에 있어서의 마리아의 보편적 중재, 마리아의 용기와 겸손을 본받음, 성령께 선교의 도구가 되도록 도움을 청함, 단원들과의 결속력을 청함의 내용이 포함된다.
- 선서문은 프로테스탄트와 대립하여 성모 신심이 강조된 시기에 작성되었기에 구원역사에 있어서의 마리아의 역할을 지나치게 강조했다는 문제점을 지니기도 한다.

## 활동 및 행사

### 활동
활동의 대원칙은 주 회합을 통해 쁘레시디움에서 배당받은 활동을 수행한다. 마리아와 일치하는 마음으로 활동을 수행하고 보고하는 것이 레지오 사도직의 본질로 여겨진다.
활동은 한 주간 최소한 2시간을 실제로 활동에 바쳐야하며, 선배 단원과 후배 단원이 2인 1조가 되어 매주 배당되는 활동을 시행한다. 필요에 따라 쁘레시디움, 꾸리아 차원으로 집단 활동을 하기도 한다. 완수한 활동은 주 회합 때 보고를 한다.
활동에는 ‘입교(개종) 권면’, ‘예비신자 돌봄’, ‘교우(새 영세자, 냉담자, 조당자) 돌봄’, ‘어려움 겪는 이(빈곤자, 병원 및 복지시설) 돌봄’, ‘레지오 확장’, ‘본당 협조’, ‘교회 출판물 보급’, ‘자연 보호’, ‘거리 청소’, ‘낙태 방지 운동’, ‘지역사회 봉사 활동’ 등이 있다.

### 행사
행사에는 아치에스(Acies), 연차 총 친목회, 야외 행사, 쁘레시디움 친목회, 그리고 기타 행사가 있다.
아치에스는 라틴어로 ‘군진(軍陣)’을 의미. 단원들은 매년 3/25(주님탄생예고축일)마다 함께 모여 악의 세력에 대항하기 위한 힘과 축복을 받기 위해 마리아에게 자신을 드리는 봉헌예절이다.
연차 총 친목회(매년 12/8 원죄 없이 잉태되신 복되신 동정 마리아 대축일 전후), 쁘레시디움 친목회(매년 9/8 복되신 동정 마리아 탄신 축일 전후), 그리고 야외 행사 등은 단원들이 친목회를 통해 형제애로 일치를 이루는 데 그 목적을 갖기 위한 행사이다.
기타 행사에는 ‘성모의 밤’, ‘쁘레시디움 모임’, ‘세상을 떠난 단원을 위한 위령 미사’, ‘세나뚜스 주관 행사’, ‘상급평의회 주관 간담회’ 등이 있다.

## 같이 보기
- 마니피캇
- 묵주